# Webby Awards
 (novembre 2024).
Si vous disposez d'ouvrages ou d'articles de référence ou si vous connaissez des sites web de qualité traitant du thème abordé ici, merci de compléter l'article en donnant les références utiles à sa vérifiabilité et en les liant à la section « Notes et références ».

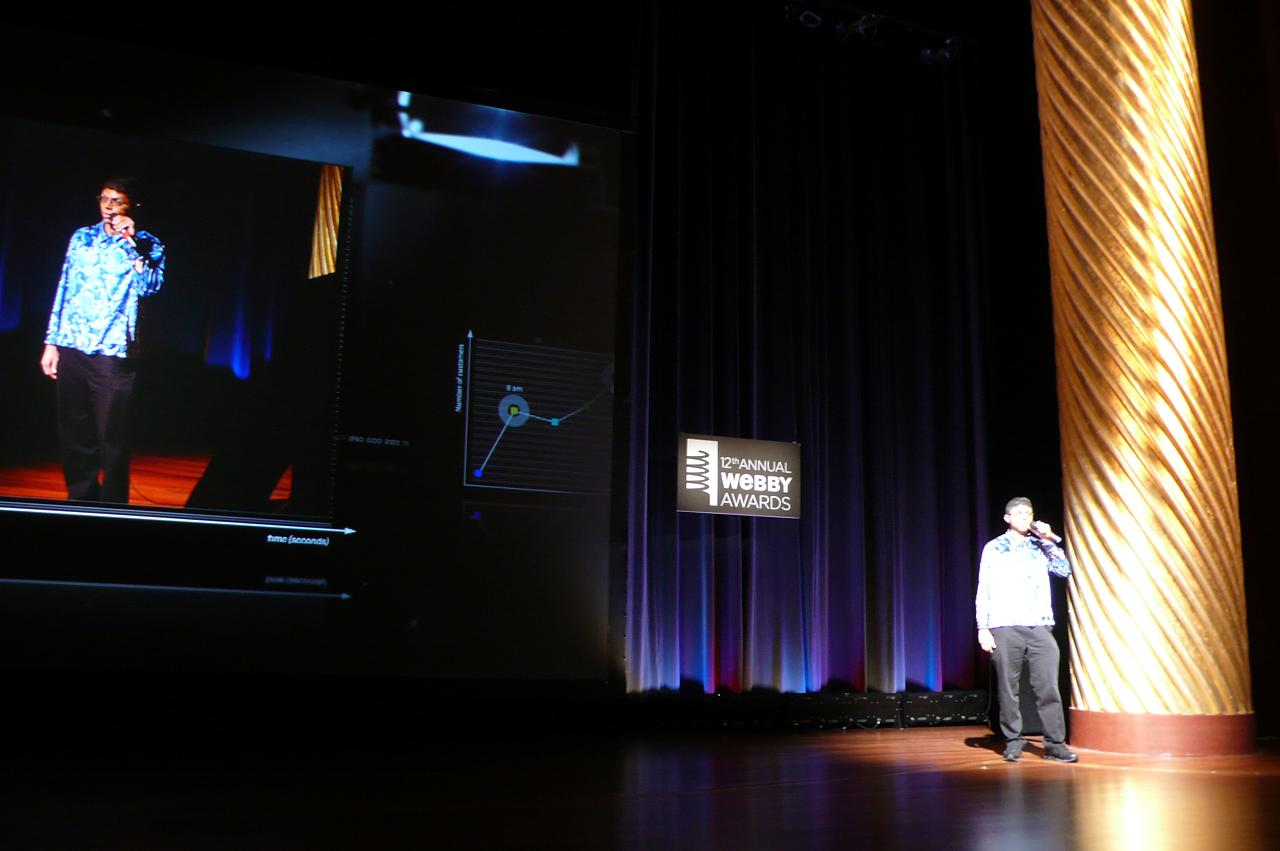
Webby Awards 2008, Chocolate Rain.

Les Webby Awards sont les principales récompenses internationales honorant l'excellence sur Internet. Établis en 1996, au début du web, les Webbys sont présentés par l'International Academy of Digital Arts and Sciences (en) (IADAS) - une association de plus de 3000 membres. L'académie se compose de membres exécutifs - des experts de l'Internet, des figures du monde de l'entreprise, des personnalités éminentes, des visionnaires et des célébrités créatives - et de membres associés : anciens lauréats des Webbys, nommés et autres professionnels de l'Internet. Les nommés et les vainqueurs sont sélectionnés par les jurés de l'International Academy of Digital Arts and Sciences (en). 
Les Webby Awards présentent deux distinctions dans chaque catégorie - le Webby Award et le People's Voice Award. Les membres de l'International Academy of Digital Arts and Sciences (en) (IADAS) sélectionnent les nommés pour les deux prix dans chaque catégorie, ainsi que les lauréats des Webby Awards. Dans l'esprit d'ouverture du web, le People's Voice Award est attribué par le vote du public. Chaque année, les People's Voice Awards recueillent des millions de votes du monde entier.
Reflet de l'énorme croissance du web, les Webby Awards honorent désormais l'excellence dans les grandes catégories suivantes : sites web et mobiles, vidéos, publicité, médias et relations publiques, applications et logiciels, réseaux sociaux, podcasts, jeux vidéos, métavers et IA, ainsi que des sous-catégories transverses telles que l'éducation, la diversité et l'environnement.